# St. Francis Brooklyn Terriers

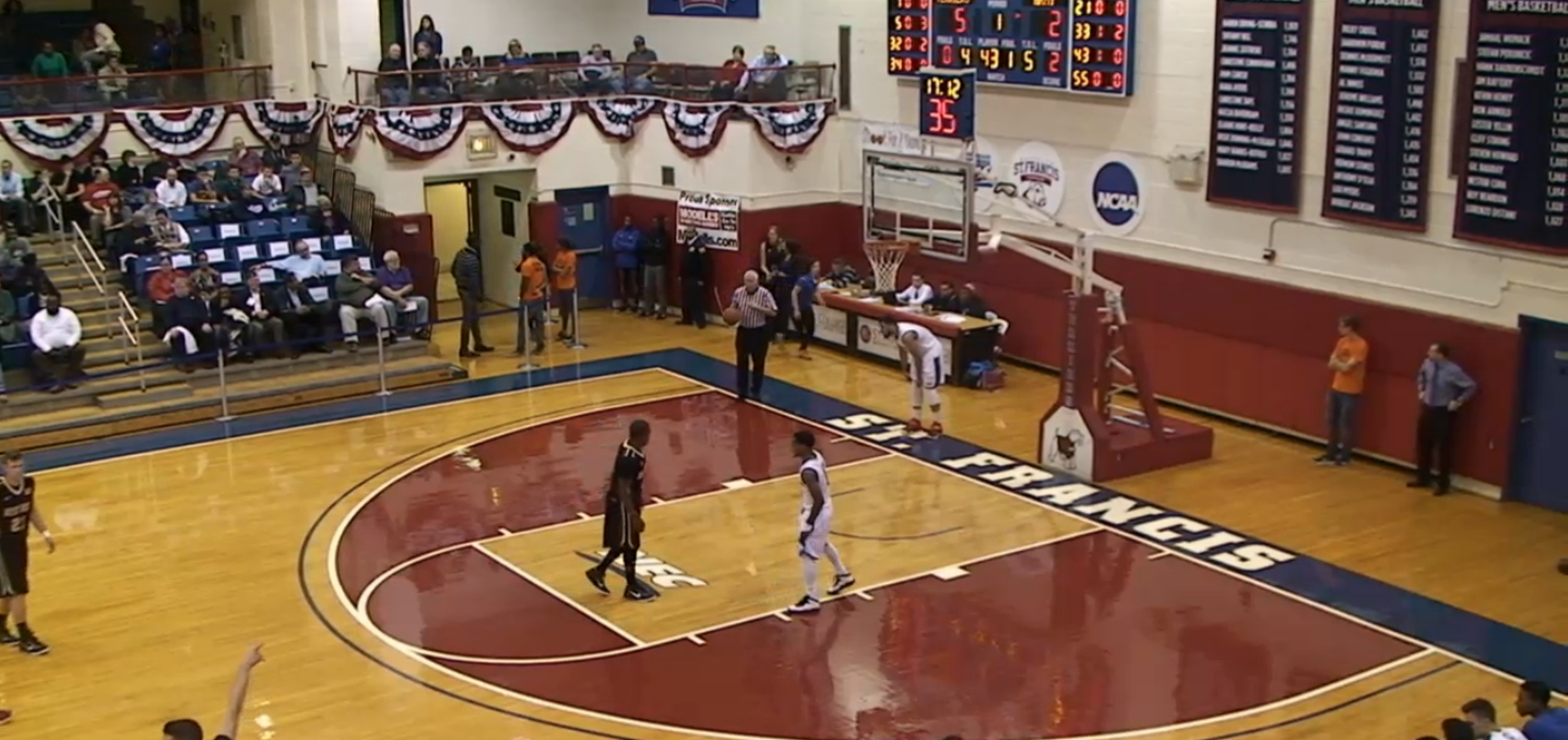
The Pope.

St. Francis Brooklyn Terriers (en español: Terriers del Colegio Saint Francis) era la denominación de los equipos deportivos del St. Francis College, institución académica ubicada en Brooklyn, Nueva York. Los Terriers participaban en las competiciones universitarias organizadas por la NCAA formando parte de la Northeast Conference desde su creación en 1981.
En 2023 la universidad canceló todos sus programas deportivos.

## Programa deportivo
Los Terriers competían en 9 deportes masculinos y en 10 femeninos:
| Masculino: - Atletismo - Atletismo cubierta - Baloncesto - Campo a través - Fútbol - Golf - Natación - Tenis - Voleibol – desde 2019–20 - Waterpolo | Femenino: - Atletismo - Atletismo cubierta - Baloncesto - Bowling - Campo a través - Natación - Fútbol – desde 2019–20 - Golf - Tenis - Voleibol |

## Instalaciones deportivas
- Generoso Pope Athletic Complex, conocido popularmente como The Pope, centro deportivo de la universidad. En él se encuentra el Peter Aquilone Court, donde disputan sus partidos los equipos de baloncesto. Fue inaugurado en 1971  y tiene una capacidad para 1.200 espectadores.[1]
- Brooklyn Bridge Park, Muelle 5, donde está situado el estadio donde disputa sus encuentros el equipo de fútbol. Se encuentra situado en la ribera del East River, cerca del Puente de Brooklyn.[1]